# Het land van de grote belofte
Het land van de grote belofte (Pools: Ziemia obiecana) is een Poolse dramafilm uit 1975 onder regie van Andrzej Wajda. Het scenario is gebaseerd op de gelijknamige roman uit 1898 van de Poolse auteur Władysław Reymont.

## Verhaal
Vier Poolse arbeiders met een verschillende sociale, culturele en etnische achtergrond kunnen goed met elkaar overweg. Ze stichten samen een textielfabriek met als grondbeginselen gelijkwaardigheid, vertrouwen en respect. Ze boeken succes, maar ze moeten ook offers brengen.

## Rolverdeling
| Acteur                 | Personage        |
| ---------------------- | ---------------- |
| Daniel Olbrychski      | Karol Borowiecki |
| Wojciech Pszoniak      | Moryc Welt       |
| Andrzej Seweryn        | Maks Baum        |
| Anna Nehrebecka        | Anka Kurowska    |
| Tadeusz Bialoszczynski | Vader van Karol  |
| Bozena Dykiel          | Magda Müller     |
| Franciszek Pieczka     | Müller           |
| Danuta Wodynska        | Müllerowa        |
| Marian Glinka          | Wilhelm Müller   |
| Andrzej Szalawski      | Herman Bucholz   |
| Jadwiga Andrzejewska   | Bucholzowa       |
| Kalina Jedrusik        | Lucy Zuckerowa   |
| Jerzy Nowak            | Zucker           |
| Stanislaw Igar         | Grünspan         |
| Kazimierz Opalinski    | Vader van Maks   |